# Hao Ge
Hao Ge (* 1981 in Monrovia, eigentlicher Name Emmanuel Uwechue) ist ein liberianischer Stimmimitator und Sänger. Der wahrscheinlich erste schwarzafrikanische Teilnehmer einer beliebten, im chinesischen Fernsehen ausgestrahlten Talentshow (The 7 day “Star Boulevard”), gewann im Oktober 2005 die Sympathie des Publikums und den 2. Preis durch die Wiedergabe perfekt einstudierter chinesischer Lieder.

## Leben
Emmanuel Uwechue ist studierter Astrophysiker und Mathematiker. In seiner Freizeit fand er es interessant, die in Monrovia ausgestrahlten Fernsehsendungen der chinesischen Gastarbeiter zu verfolgen und begann diese Sprache und Lieder zu imitieren. In Liberia lebende Chinesen fanden sich geschmeichelt und halfen ihm, dieses ausgefallene Hobby zur Perfektion zu entwickeln. Schließlich wagte es Hao Ge, sich bei einem chinesischen Talentwettbewerb anzumelden und gewann als krasser Außenseiter den 2. Preis.
Seine vom Sender CCTV ausgestrahlte New Year’s Gala machte ihn dann 2006 in ganz China zum Star. Hao Ge hat inzwischen die chinesische Staatsbürgerschaft beantragt und steht bei der Plattenfirma Hua Yi Xing Fang Music Company unter Vertrag, um seine Talente in China vermarkten zu können.